# Christelijke filosofie
Christelijke filosofie poogt de verschillende disciplines van de filosofie te verzoenen met de theologische doctrines van het christendom. Christelijke filosofie is ontstaan tijdens de middeleeuwen, toen middeleeuwse theologen trachtten aan te tonen dat de Griekse filosofie en het christelijk geloof eigenlijk twee compatibele methoden waren om goddelijke waarheid te achterhalen.

## Overzicht van christelijke filosofen

### Patristiek en middeleeuwen
- Augustinus
- Anselmus van Canterbury
- Thomas van Aquino
- Johannes Duns Scotus
- Willem van Ockham

### Renaissance en reformatie
- Desiderius Erasmus
- Maarten Luther
- Johannes Calvijn
- Jacobus Arminius
- Hugo Grotius
- Huldrych Zwingli

### Moderniteit en postmoderniteit
- Joseph Butler
- John D. Caputo
- Gilbert Keith Chesterton
- Gordon Clark
- William Lane Craig
- Herman Dooyeweerd
- Mary Baker Eddy
- Jacques Ellul
- Gottfried Wilhelm Leibniz
- John Frame
- Étienne Gilson
- Luigi Giussani
- Francis Hutcheson
- Peter van Inwagen
- Immanuel Kant
- Blaise Pascal
- Søren Kierkegaard
- Peter Kreeft
- Jean Ladrière
- C.S. Lewis
- Knud Ejler Løgstrup
- Bernard Lonergan
- Gabriel Marcel
- Jacques Maritain
- John Henry Newman
- Josef Pieper
- Alvin Plantinga
- Egbert Schuurman
- Melville Y. Stewart
- Pierre Teilhard de Chardin
- Paul Tillich
- Richard Swinburne
- Cornelius Van Til
- D.H.Th. Vollenhoven